# 第二次世界大战对日战争胜利纪念日

梅津美治郎代表日本帝國在降書上簽字（日本投降仪式）

第二次世界大战对日战争胜利纪念日（英語：Victory over Japan Day，一般簡稱）是第二次世界大战太平洋戰場中，日本投降從而實際上戰爭結束的日期及其後每年的紀念日。由於戰事在各國終止的日期不等，此日在各國也有不同的紀念日期。美東戰時日光時間（UTC-4）1945年8月14日凌晨，美國接獲日本向《波茨坦公告》各國傳遞了投降的決定，當日美國總統哈利·S·杜鲁门向全國宣佈了這一消息；美國羅德島州的「勝利日」（8月第2個星期一），即紀念8月14日。日本時間8月15日正午，日本昭和天皇向全國廣播了《終戰詔書》；同日重慶時間上午10時，中華民國國民政府軍事委員會委員長蔣中正特級上將發表了《抗戰勝利告全國軍民及全世界人士書》。日本的「終戰日」即在每年8月15日紀念。日本時間1945年9月2日上午，日本在停泊在東京灣的美國軍艦密蘇里號上與同盟國簽訂《降伏文書》；
美國的「對日戰爭勝利紀念日」为9月2日。中華民國將9月3日定為抗戰勝利紀念日及軍人節。中华人民共和国也将9月3日定为抗日战争胜利纪念日。
與「對日戰爭勝利紀念日」相對的是1945年5月8日（部分国家定在5月9日）的「歐戰勝利紀念日」（Victory in Europe Day，一般簡稱「V-E Day」）。

## 概要

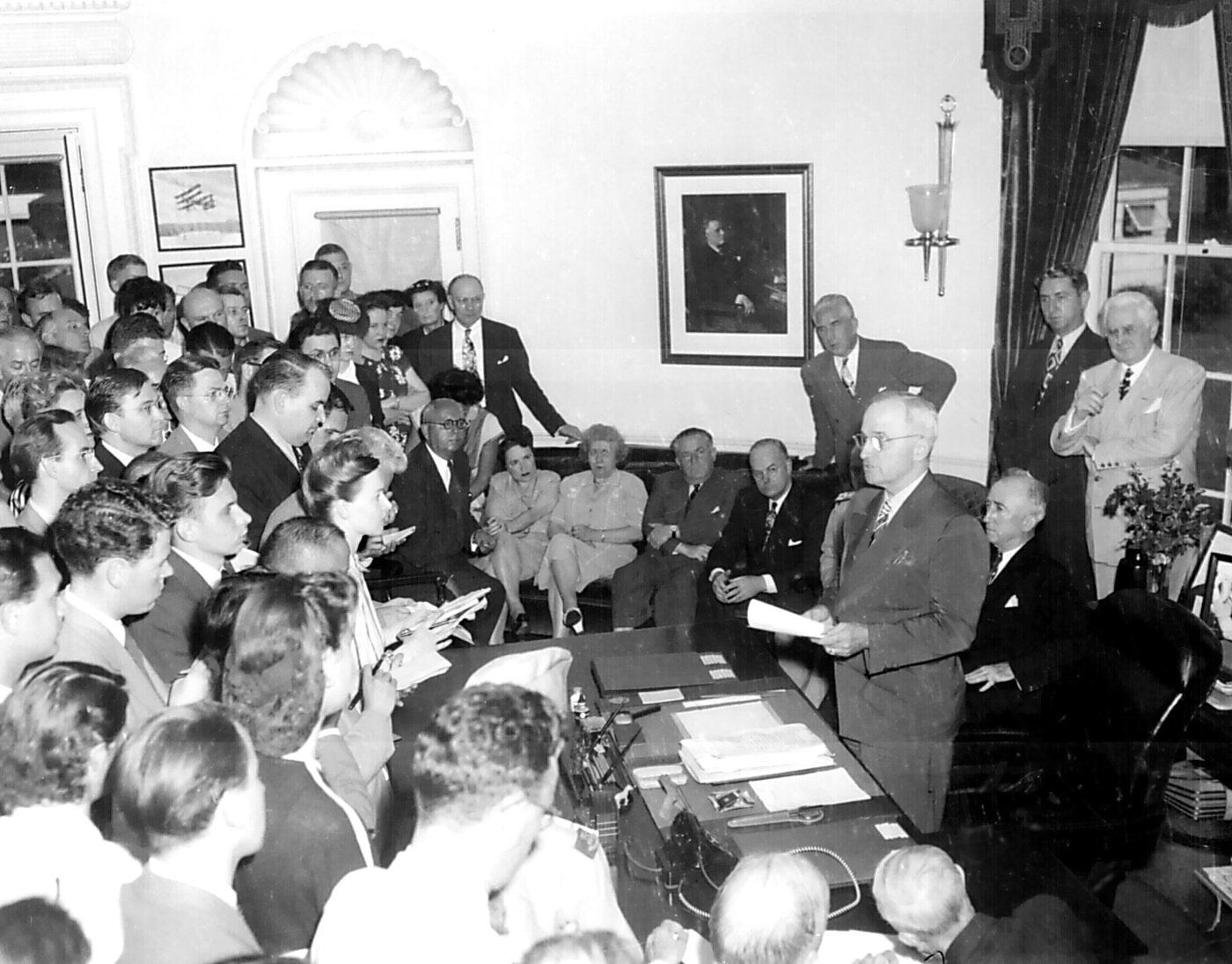
1945年8月14日（美国东部标准时间），杜鲁门总统在白宫向工作人员宣布日本投降的消息

1945年8月15日重庆时间早晨7时整，从当时同盟國主要四国的首都：重庆、华盛顿、伦敦、莫斯科，用华语、英语、俄语向战场上双方海陆空军队、世界各国，通过无线电广播，播发内容一致的公告：日本政府已正式无条件投降。
日本則稱此日為終戰日（日語：終戦の日）或終戰紀念日（日語：終戦記念日）。日本标准时间当天中午12时整，昭和天皇通过电台广播向日本民众宣读了日本接受波茨坦宣言的《终战诏书》（这一广播被称为“玉音放送”）。日本政府在當日較早前，就已经透过在华盛顿的瑞士使团，告知美国总统杜鲁门，日本愿意向同盟国无条件投降。
由于日本是轴心国中最后一个投降的国家，因此，在欧战胜利日后三个月的對日戰爭勝利日，就标志著整个第二次世界大战的終结。不过，日本政府和军队代表直到1945年9月2日（日本時區），才在停泊於東京灣的美舰密蘇里號甲板上，正式签字向同盟国投降。
由於“V-E Day”一名並無提及“德國”，而“V-J Day”卻包含日本国名，因此也有人称V-J日為太平洋战争胜利日（V-P Day，Victory in the Pacific Day）。但實際上整个太平洋地区只有以日本為首的轴心国，故大部分人对後者並不太在意。
一般以為第二次世界大戰於1945年8月15日結束，但就國際法而言，當時只是停戰，戰爭仍可能隨時再起，真正的戰爭結束是日本與同盟國簽署的《舊金山和約》於1952年4月28日生效之時。

## 抗日戰爭勝利紀念日
1945年9月2日，日本天皇和政府代表、外务大臣重光葵及军方代表、参谋总长梅津美治郎，在停泊於东京湾的美国海军战列舰密蘇里號的甲板上，签字向中華民國等同盟国无条件投降，並由徐永昌代表中國在日本投降书上签字确认。
美国、英国、法国、加拿大稱9月2日為對日戰勝紀念日。當時的美國總統杜魯門宣稱投降文件印發的9月2日為「V-J Day」。蘇聯則因為時間差，在1945年9月2日的翌日才舉行了對日戰勝慶祝大會，而把對日戰爭勝利紀念日定為9月3日。

### 中華民國
- 中華民國國民政府规定自1945年9月3日（日本簽訂降伏文書翌日）起放假一天，懸旗慶祝三天[2][3]。并通过决议，规定从次年开始，每年的9月3日为「對日抗战胜利纪念日」。
- 中華民國政府後來為了統一中華民國國軍各軍種節日，於1955年起將對日抗戰勝利紀念日改作為陸海空三軍軍人節。
- 10月25日為臺灣光復節，中華民國方面主張台灣因對日戰爭勝利而「光復」，故訂定節日紀念之。

### 中華人民共和國
- 1949年12月23日，中華人民共和國建國初期，中央人民政府政务院制定的《全国年节及纪念日放假办法》中将8月15日定为“抗战胜利纪念日”，但此法只推行了一年。
- 1951年8月13日，政务院发布通知：“本院在一九四九年十二月二十三日所公布的统一全国年节和纪念日放假办法中，曾以八月十五日为抗日战争胜利日。查日本实行投降，是在一九四五年九月二日日本政府签字于投降条约以后。故抗日战争胜利纪念日应改定为九月三日”，重新将“抗战胜利纪念日”定在了每年的9月3日。
- 1991年，中华人民共和国国务院修订颁布的新办法中沿用了这一修改后的纪念日。1999年，中华人民共和国国务院令第270号《全国年节及纪念日放假办法》（1949年12月23日政务院发布，1999年9月18日国务院修订发布）中发布的有关抗日的纪念日有“七七”抗战纪念日、“九三”抗战胜利纪念日、“九一八”纪念日，以法规的形式确定了抗日战争纪念日。
- 2014年2月27日，十二届全国人大常委会延续了中央人民政府政务院和国务院关于抗战胜利纪念日的规定，将9月3日确定为中国人民抗日战争胜利纪念日。
- 2014年8月26日，香港特別行政區政府宣布，由同年起跟隨內地規定，將每年9月3日定為「中國人民抗日戰爭勝利日」，並會舉行官方活動紀念。[4]
- 2015年1月22日，公安部副部长兼北京市公安局局长傅政华在北京市“两会”新闻发布会上宣布：中华人民共和国将于当年举行纪念中国人民抗日战争胜利70周年阅兵仪式。 [5]
- 2015年5月13日，中华人民共和国国务院宣布当年9月3日为法定假日，全国放假一天[6]。当天香港政府也建议将当年9月3日定为特别假期，并向立法会提交《特別假期（2015年9月3日）條例草案》[7][8]，條例草案於7月9日獲立法會通過。
- 2015年7月3日，澳門行政會完成討論《訂定中國人民抗日戰爭暨世界反法西斯戰爭勝利七十周年紀念日為強制性假日》法律草案，訂定當年9月3日為強制性假日，並將通過行政命令，訂定此日為公眾假日[9]。草案於7月13日公佈，同日起生效。
- 2025年6月24日，中华人民共和国国务院宣布将于当年举行纪念中国人民抗日战争暨世界反法西斯战争胜利80周年大会[10]。

### 美国
1995年9月2日，發行對日戰爭勝利50週年紀念郵票。另外，美國各州也有在8月14日和8月15日兩天發行紀念郵票的。

### 加拿大
2005年，發行了“胜利60周年『Victory 2-9-45』枫叶银币。2020年發行了「第二次世界大戰結束75週年」紀念幣（有彩色與單色兩種），以及「第二次世界大戰前線系列」的第十枚（也是最後一枚）「歐戰勝利」銀幣。

### 法国
2000年，在作為勝利紀念日（Anniversaire de la victoire de 1945）5月8日的“V-E day”，舉行了歐戰胜利55周年纪念活動。 2000年9月2日，国防部举行對日戰爭勝利55周年纪念仪式。

### 苏联/俄罗斯
蘇俄的對日戰爭勝利紀念日是9月3日，不過當年蘇聯的主要戰場是歐洲，以至於5月9日歐洲勝利日更為隆重，並沒有硬性規定亞洲部分，所以多數的歐洲部分俄羅斯人民也就隨著西方的習慣，把紀念日定在9月2日的太平洋勝利日，後來的俄罗斯延續了此規定。而到了2020年4月，時任俄羅斯總統普京正式簽署法案，將日期改回9月3日。

### 朝鮮半島
大韩民国把8月15日稱為光復節，以慶祝朝鮮半島從日本殖民統治中“解放”。朝鲜民主主义人民共和国也同樣將8月15日稱為“祖國解放紀念日”。

### 日本
日本政府將8月15日作為“追悼戰爭死亡者、祈願和平”之日，開展全國戰爭死亡者追悼儀式。該日一般也被稱作終戰紀念日或終戰之日。政治團體和非政府組織也於此日舉行和平集會。
日本對於第二次世界大戰（太平洋戰爭、大東亞戰爭）終結之日有諸多說法，主要為以下所列：
1. 1945年（昭和20年）8月14日：日本政府接受波茨坦宣言并通告同盟國各國。
2. 1945年（昭和20年）8月15日：播放“玉音放送”（昭和天皇朗讀終戰詔書的錄音）以向日本國民公示日本投降。
3. 1945年（昭和20年）9月2日：日本政府簽發決定執行波茨坦宣言的投降文书。在同盟國軍佔領下的1952年（昭和27年）4月27日的報紙上，9月2日亦被稱作“投降日”、“投降紀念日”或“戰敗紀念日”。
4. 1952年（昭和27年）4月28日：依據與日本國簽訂的和平條約（舊金山條約），在國際法上，同盟國各國（蘇聯等共產主義國家除外）與日本的戰爭狀態終結。日本因舊金山和平條約恢復完全獨立，而稱4月28日為“主權回復日”或“舊金山條約生效紀念日”。

#### 日本法律
日本制訂的《引揚者給付金等支給法》（昭和32年［1957年］法律第109号）以8月15日為起點，對引揚者（自日本佔領地撤回之日本國民）支付特別補助金，後續的相關法律（昭和42年［1967年］法律第114号）亦稱8月15日為“終戰日”。1963年5月14日，日本內閣會議決定自同年8月15日，由政府主辦全国戰爭死亡者追悼儀式，並在1965年之後以東京都千代田區的日本武道館作為舉行地點。1982年4月13日，內閣會議定8月15日為「追悼戰爭死亡者、祈願和平日」並繼續此一做法。盂蘭盆節推遲一月使之和該紀念日日期一致為8月15日。
關於“追悼戰爭死亡者與和平祈願日”（昭和57年［1982年］4月13日閣議決定）
1. 主旨：為了追悼在本次戰爭中死亡的人們以及祈念和平，設立“追悼戰爭死亡者與和平祈願日”。
2. 日期：每年8月15日。
3. 活動：政府在“追悼戰爭死亡者與和平祈願日”，于昭和38年（1963年）後，每年按附件規定繼續實施全國戰爭死亡者追悼儀式。

附件：關於全國戰爭死亡者追悼儀式的實施
1. 于每年8月15日，天皇及皇后出席在日本武道館舉行的全國戰爭死亡者追悼儀式。
2. 本儀式所涉及戰爭死亡者的範圍以及儀式的形式與昭和56年（1981年）之儀式相同。
3. 本儀式中，來自全國的遺族代表由國費負擔参列。
4. 儀式当日，國家機關設施降半旗，並建議地方公共團体等採取同樣措施；在指定時刻全國國民一齊默哀。

全國高等學校野球選手權大會的会場也在正午報時之前中斷比賽，選手和觀眾們默哀一分鐘。2010年，在第一場比賽完成後，於正午清空場地，並在12時10分進行默哀。2014年，在第三場比賽開始前的正午清空整理場地，于12時15分進行默哀。
在進行過地面戰鬥的沖繩，日軍在1945年6月23日停止了有組織的抵抗，因此現在沖繩縣在6月23日設立慰靈日休假一天。雖然美軍在7月2日宣布沖繩戰役完結，並記錄6月30日為征服沖繩的日子，但之後與日軍的零星戰鬥仍然持續。直到9月7日，南西諸島守備軍代表在嘉手納的美軍第10軍司令部簽署投降文書，沖繩戰役才正式終結。因此在沖繩縣的正式慰靈設施“和平之礎”，標記著沖繩戰役終結日為9月7日。

#### 日本中小學教科書
日本小学社会科教科書以及中学社会科教科書（歷史部分），大多把終戰日標記為8月14日或8月15日，有的甚至沒有提及9月2日。另外，雖然教科書有提及舊金山和約的簽訂日期1951年9月8日，但大多沒提到和約生效的日期（1952年4月28日）。
高等院校的日本史教科書則大多會把終战日標記為9月2日，更多教科書則分別把8月14日及15日記載為「通告同盟國接受波茨坦宣言日」以及「向國民廣播播放通知戰爭結束之日」（如山川出版社的《詳説日本史》）。

#### 其他記載
日本紀錄片等節目曾多次使用8月11日拍攝的“世界上慶祝終戰的人們”的影像，但當時實際上是日本以“維持國體”作條件，發出電報接受波茨坦宣言，消息經報紙以獨家新聞報道並錯認為“正式投降”，使不少人因此產生“騷動”而以訛傳訛。根據当時在中立国瑞典避難的日本特派員的手記，日本大使館亦對有關日本於8月10日投降的報道發表了同樣的聲明。

## V-J日的经典镜头
V-J日当天，最广为流传的一个经典镜头就是在纽约时报广场上，一个年轻水兵抓住从身边经过的一位女子热吻的照片《时代广场的胜利日》（又译《胜利之吻》,《时代广场的胜利日之吻》）。后来，这幅由阿尔弗雷德·艾森士塔特（Alfred Eisenstaedt）拍摄的照片被生活雜誌刊登并广为流传。但也有人称此照片为后来摆拍而非当天实景。不过无论如何，这幅照片都给世人留下了深刻的印象，其后每年的对日战争胜利纪念日均有情侣在时代广场及其他地方模仿这一亲吻动作。

## 照片

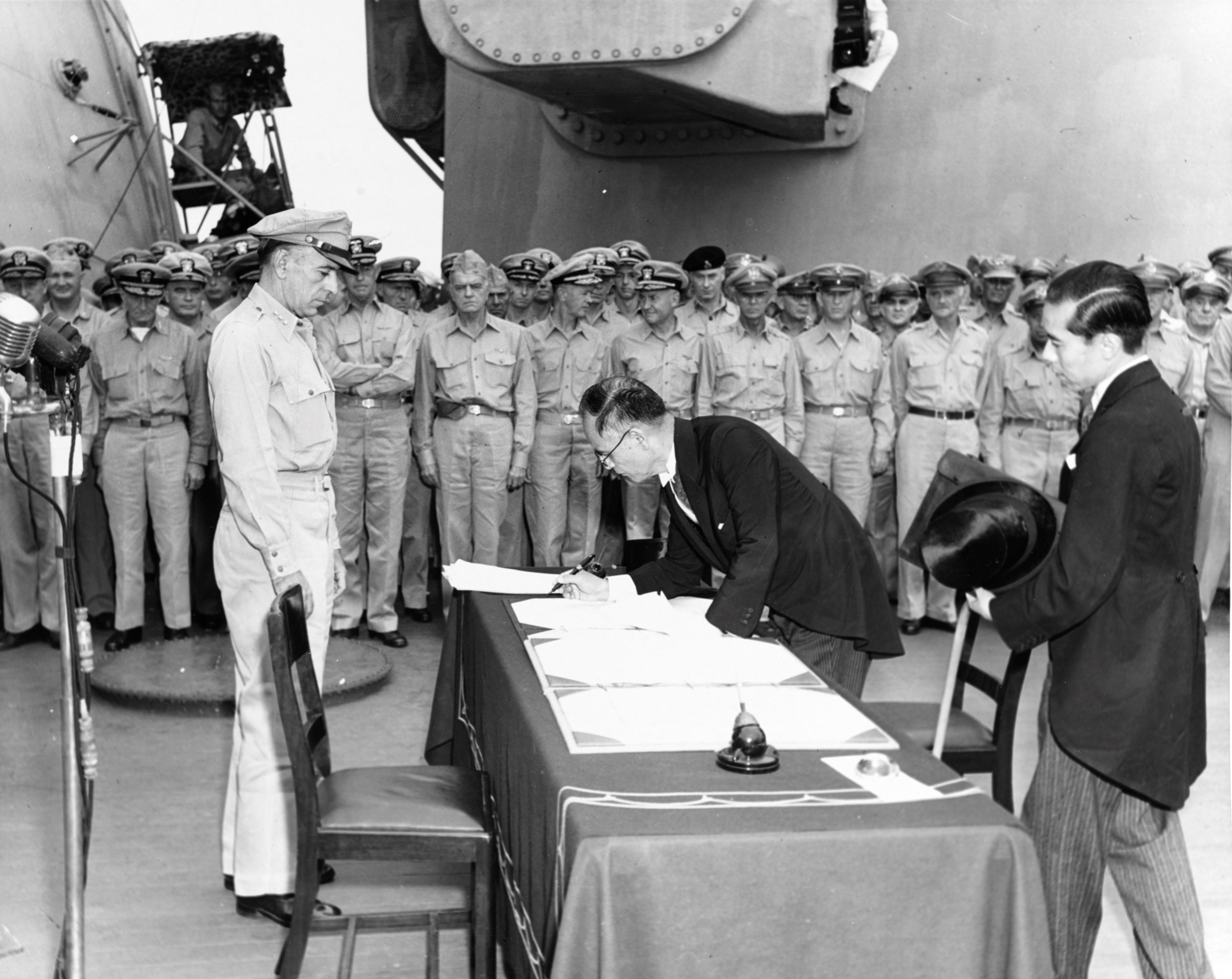
日本天皇及日本政府代表外相重光葵在降書上簽字。
大日本帝國陸軍參謀長梅津美治郎大將代表帝國大本營在降書上簽字。
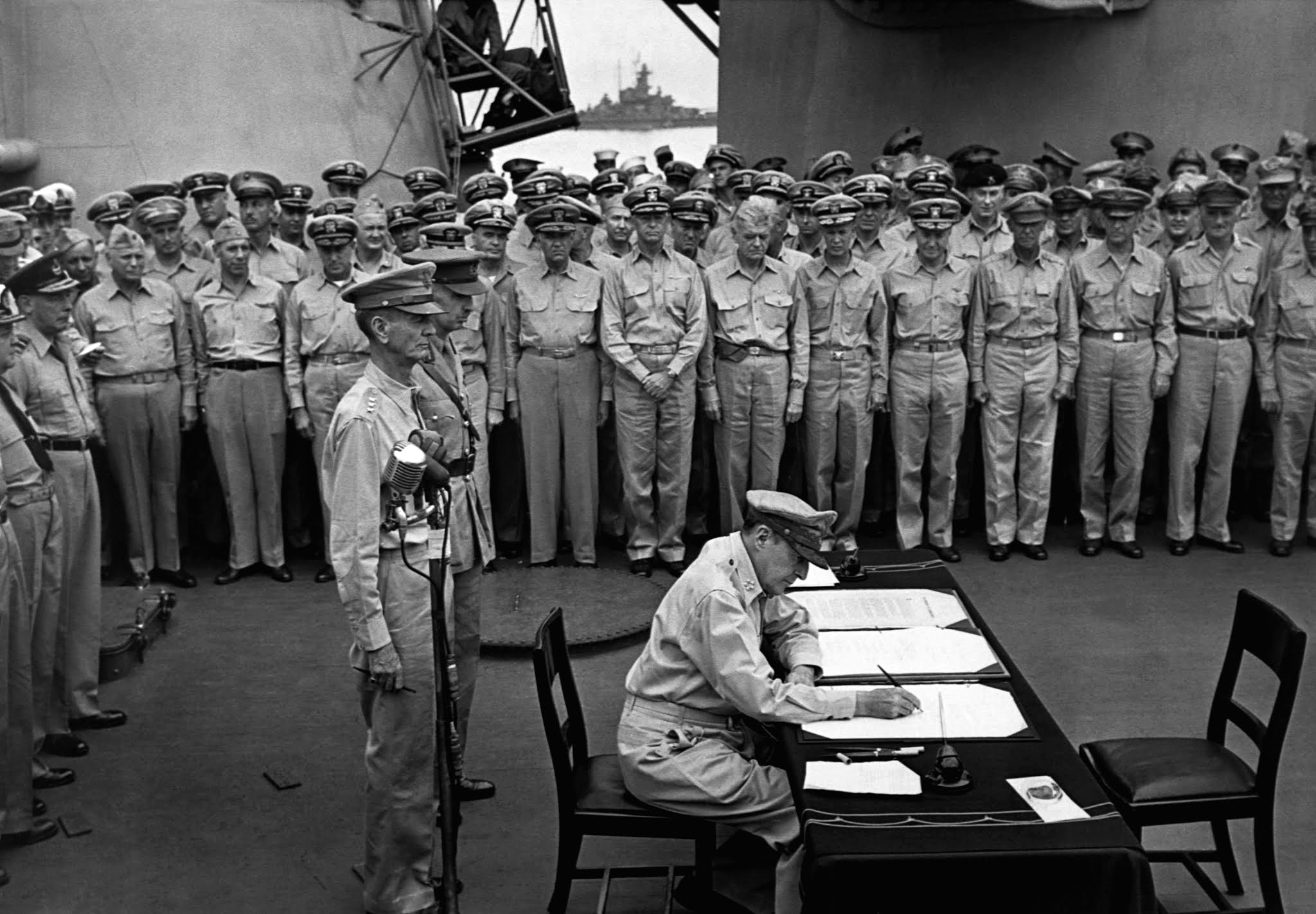
盟軍最高司令官麥克阿瑟將軍
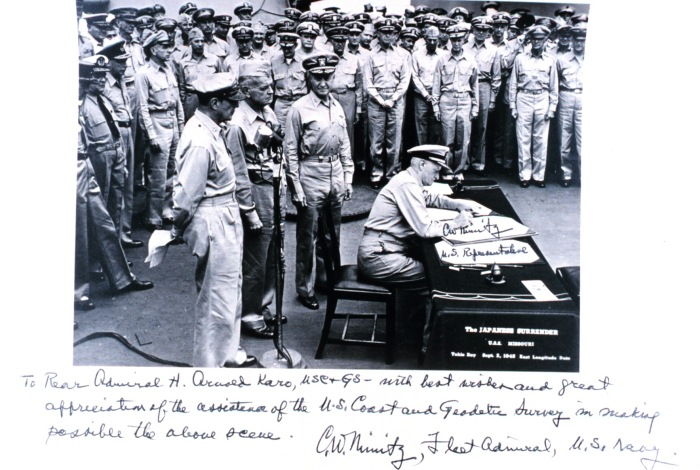
美國代表尼米茲將軍
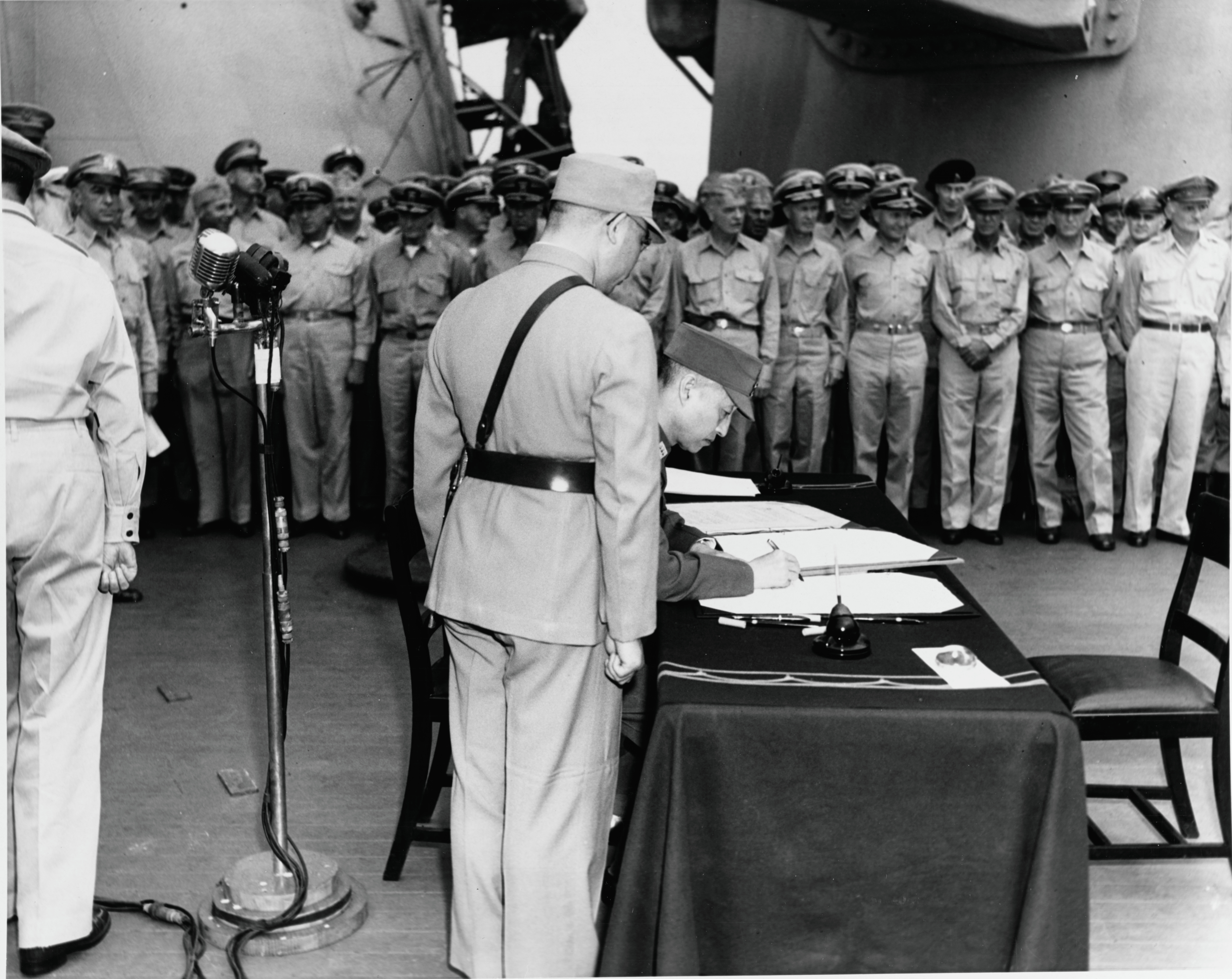
中華民國代表徐永昌將軍
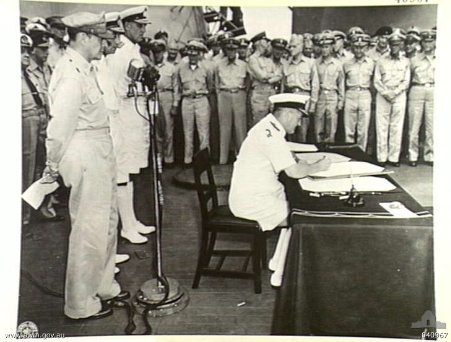
英國代表弗雷瑟將軍
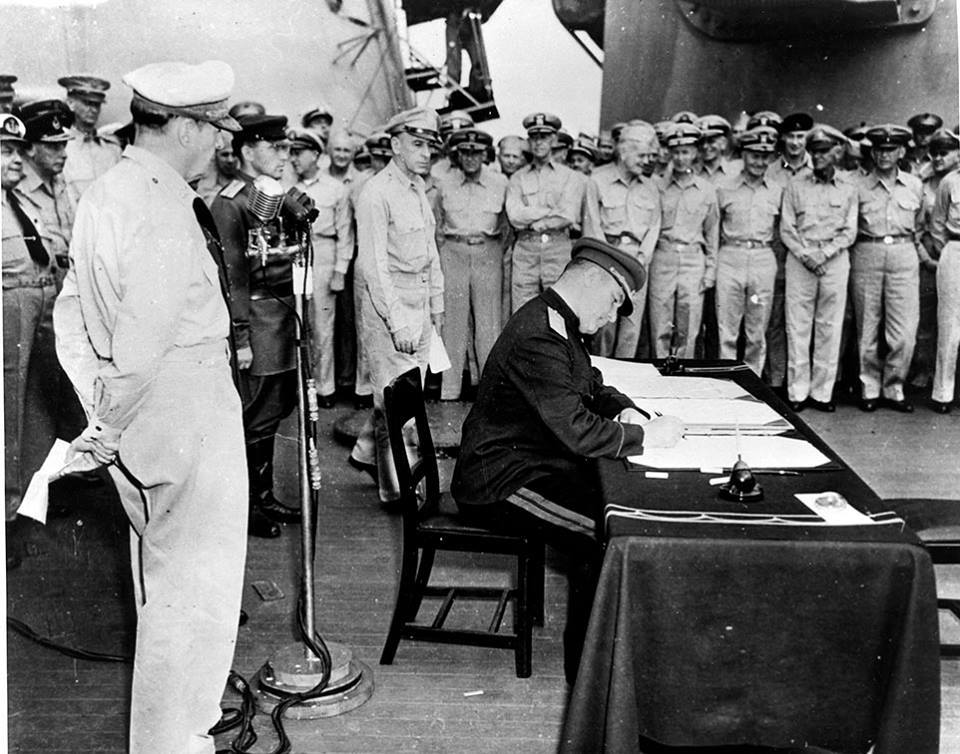
蘇聯代表傑列維揚科將軍
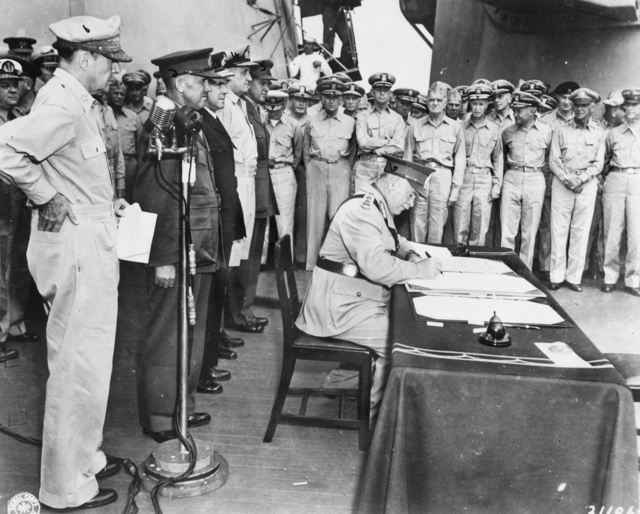
澳大利亞代表布列梅將軍
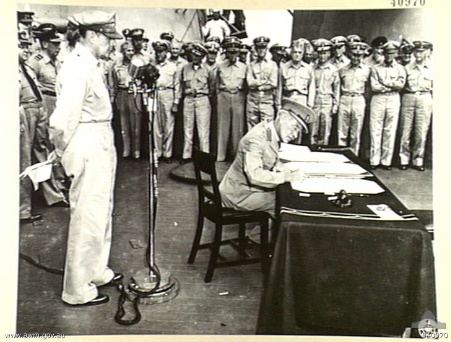
加拿大代表柯斯葛列夫上校
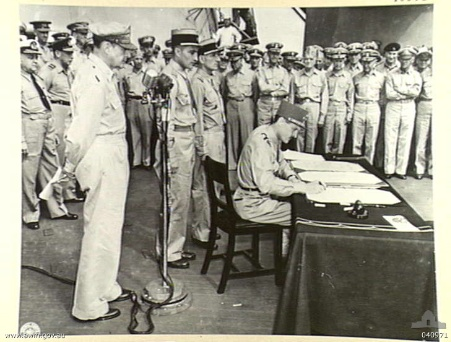
法國代表勒克萊爾將軍
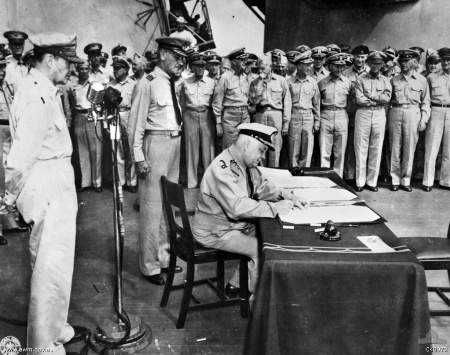
荷蘭代表赫爾弗里希將軍
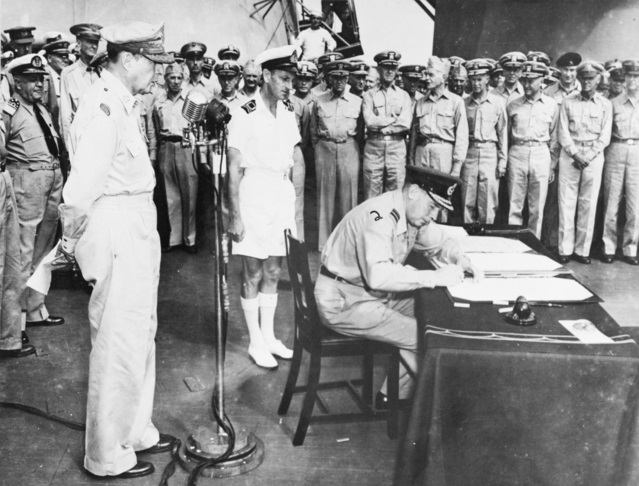
紐西蘭代表伊希特將軍（以上依序簽字）

## V-J日在各國、地區名称
| 國家或地區             | 紀念日名稱 |
| ---------------------- | --- |
| 中華民國               | 軍人節，軍人依國防部規定放假。1955年以前為「對日抗戰勝利紀念日」（9月3日） |
| 中国大陆               | 中國人民抗日戰爭勝利紀念日（9月3日） 2015年適逢抗日戰爭勝利70周年，國務院公告全國放假一天。 |
| 英屬香港、 香港        | 1946年港府定立「重光紀念日」，紀念1945年8月30日香港日佔時期結束及英國恢復行使主權，英屬香港政府將每年8月30日定為公眾假期，從1983年起該紀念日及公眾假期改為在8月最後一個星期一。 1997年7月香港回歸後原「重光紀念日」（8月最後一個星期一 ）由「抗戰勝利紀念日」（8月第3個星期一 ）取代，該日在1997及1998年仍為公眾假期，但自1999年起取消，改於每年11月第2個星期日的和平紀念日，於中環皇后像廣場的和平紀念碑舉行紀念活動。 為配合中共中央在2015年9月3日慶祝「中國人民抗日戰爭勝利70周年紀念日」，特區政府在2015年7月立法把當年的9月3日訂為一次性的額外法定假日及公眾假期。 |
| 日本                   | 终战纪念日（8月15日） |
| 大韓民國               | 光复节（광복절）（8月15日） |
| 朝鮮民主主義人民共和國 | 解放纪念日（해방기념일）（8月15日） |

### 引用
1. ↑  蘇瑤崇.  (PDF). 《臺灣史研究》 (臺北市: 中央研究院臺灣史研究所). 2016, 卷23 (期3): 頁86  [2020-03-03]. （原始内容存档 (PDF)于2021-02-14）. 1945年8月15日，日本宣布接受波茲坦宣言（Potsdam）而投降，並接受盟軍佔領。這種佔領是在「戰爭停止狀態下」進行，就國際法而言，日本必須履行該宣言各項條件，獲得關係國家認可並簽訂和平條約後，才是戰爭真正的結束，否則仍屬於交戰狀態，戰爭可能隨時再起。是以，一般以為1945年8月15日是「戰後」或「終戰」的開始，但就國際法言，這是「停戰狀態」，1952年4月28日舊金山和約生效後，才是真正「戰後」或「終戰」的開始。
2. ↑  「全國慶祝勝利 明日勝利日放假一天」大公報，1945年9月2日
3. ↑  70年前的今天胜利之日 举城狂欢 （页面存档备份，存于），每日新報，2015年9月3日
4. ↑  . 信報財經新聞. 2014年8月26日  [2015-07-09]. （原始内容存档于2020-05-15）.
5. ↑  .   [2015-01-30]. （原始内容存档于2015-01-23）.
6. ↑  . 政府信息公开专栏.   [2015-05-13]. （原始内容存档于2021-04-15）.
7. ↑  . 香港政府新聞公報. 2015-05-13  [2015-05-13]. （原始内容存档于2020-10-29）.
8. ↑  . 无线新闻. 2015-05-13  [2015-05-13]. （原始内容存档于2020-11-29）.
9. ↑  . 澳門新聞局. 2015-07-03  [2015-07-05]. （原始内容存档于2015-09-24）.
10. ↑  . 中国政府网. 新华社.   [2025-06-24].
11. ↑  . The Royal Canadian Mint.   [2020-09-03]. （原始内容存档于2020-11-23）.
12. ↑  . The Royal Canadian Mint.   [2020-09-04]. （原始内容存档于2021-01-31）.
13. ↑  . The Royal Canadian Mint.   [2020-09-03]. （原始内容存档于2021-01-17）.
14. ↑  フランス、世界反ファシズム戦争勝利55周年を記念[永久] 人民日報 2000年5月10日
15. ↑  . 中国网. 2015-09-01  [2015-09-01]. （原始内容存档于2019-05-02）.
16. ↑  . 全國法規資料庫. 2010-11-02  [2012-01-23]. （原始内容存档于2016-01-07）.
17. ↑  勞聯倡9月3日中國人民抗日戰爭勝利紀念日　列法定假日增民族認同，香港01，2022-09-03
18. ↑  . 1997年6月30日. （原始内容存档于2021年9月2日）. (n) 8月最後一個星期一之前的星期六；(o) 重光紀念日，即8月最後一個星期一；
19. ↑  http://www.legco.gov.hk/yr98-99/chinese/counmtg/hansard/980909fc.pdf （页面存档备份，存于） 《1998 年假期（修訂）條例草案》。立法會投票記錄在 P.88頁(官方網站)
20. ↑  http://www.legco.gov.hk/yr98-99/chinese/bc/bc51/general/cbc51.htm （页面存档备份，存于） 1998年假期(修訂)條例草案委員會》又名:(廢除(抗日戰爭勝利紀念日假期)草案委員會)